# Хинкмар от Реймс
Хинкмар (на латински: Hincmarus Remensis; Incmarus, Ingmarus; на френски: Hincmar; на немски: Hinkmar), * ок. 800/810, † 21 декември или 23 декември 882 в Еперне) е архиепископ на Реймс (845 – 882), църковен политик на Западнофранкското кралство, „публицист“, историограф и църковен правист през епохата на Каролингското възраждане.
Той е от франкски благороднически род, образован е духовно в манастир Сен Дени. Отива през 822 г. в двора на император Лудвиг Благочестиви (814 – 840). Той става привърженик на крал Карл Плешиви (840/843 – 877), най-малкият син на Лудвиг.
Западнофранкският крал прави Хинкмар през април 845 г. архиепископ на Реймс, след свалянето на Ебо.
Хинкмар умира на 21 или 23 декември 882 г. в Éперне по време на бягството му от норманите, които нападат Реймс. Погребан е в манастир Сен-Реми в Реймс.

## Произведения
- De praedestinatione Dei et libero arbitrio
- De divorcio Lotharii et Teutbergae
- Opusculum L V. capitulorum
- De jure metropolitanorum
- De ecclesiis et capellis
- De ordine palatii
- De regis persona et regio ministerio
- Instructio ad Ludovicum regem
- De coercendo et exstirpendo rapta viduarum, puellarum et sanctimonialum
- De villa Noviliaco

## Издания
- Hincmari Rhemensis archiepiscopi opera omnia. Juxta editionem Sirmondianam ad prelum revocata, varia accessere monumenta quae suppeditarunt Surii, Pertzii, etc., Jacques Paul Migne. 2 Bände. Paris 1852.
- Epistolae Karolini aevi (VI) Hincmari archiepiscopi Remensis epistolae (Die Briefe des Erzbischofs Hinkmar von Reims), Teil 1. Herausgegeben von Ernst Perels. Berlin 1939 (Monumenta Germaniae Historica, Digitalisat Архив на оригинала от 2013-10-30 в Wayback Machine.)
- De ordine palatii, Thomas Groß, Rudolf Schieffer, Monumenta Germaniae Historica, Leges, Fontes iuris Germanici antiqui in usum scholarum separatim editi, Band 3. Hahn, Hannover 1980, ISBN 3-7752-5127-8.
- De divortio Lotharii regis et Theutberga regina, Letha Böhringer, Monumenta Germaniae Historica, Leges, Concilia, Band 4,1. Hannover 1992, ISBN 3-7752-5327-0.
- Die Streitschriften Hinkmars von Reims und Hinkmars von Laon. 869 – 871, Rudolf Schieffer, Monumenta Germaniae Historica, Leges, Concilia, Band 4,2. Hahn, Hannover 2003, ISBN 3-7752-5355-6.
- Collectio de ecclesiis et capellis, Martina Stratmann, Monumenta Germaniae Historica, Leges, Fontes iuris Germanici antiqui in usum scholarum separatim editi, Band 14, Hannover 1990, ISBN 3-7752-5332-7.
- De cavendis vitiis et virtutibus exercendis, Doris Nachtmann, Monumenta Germaniae Historica, Quellen zur Geistesgeschichte des Mittelalters, Band 16. München 1998, ISBN 3-88612-076-7.